# Eddy Schepers
Eddy Schepers (* 12. Dezember 1955 in Tienen) ist ein ehemaliger belgischer Radrennfahrer und nationaler Meister im Radsport.

## Sportliche Laufbahn
Beim Sieg von Bernt Johansson im olympischen Straßenrennen 1976 in Montreal wurde er auf dem 48. Platz klassiert. Als Amateur siegte er in der Tour de l’Avenir 1977 vor Johan van der Velde. Ebenfalls 1977 gewann er das Etappenrennen Giro delle Regioni in Italien. Im Jahr zuvor (1976) hatte er die belgische Meisterschaft im Straßenrennen vor Marc Dierickx gewonnen.
Von 1978 bis 1990 war er Radprofi.  Zu seinen größten Erfolgen zählte der Sieg auf der 1. Etappe der Tour de Romandie 1985. Schepers galt als klassischer Domestik, der unter anderem Helferdienste für Stephen Roche leistete. Roche hatte sich ausdrücklich Schepers für diese Rolle gewünscht, da dieser als starker und zuverlässiger Helfer galt.
Schepers fuhr die Tour de France achtmal. Sein bestes Ergebnis war der 14. Rang 1985. Im Giro d’Italia startete er sechsmal, seine beste Platzierung im Giro war der 11. Platz 1982, dreimal platzierte er sich auf dem 12. Platz. Die Vuelta a España fuhr er zweimal, 1988 konnte er Neunter werden. Zwischen 1978 und 1989 bestritt er mehrfach die Monumente des Radsportes. Sein bestes Ergebnis hatte er dabei 1979 beim Rennen Lüttich–Bastogne–Lüttich, das er als Fünfter beendete.